# み・ん・な GENKI!
『み・ん・な GENKI!』（みんなげんき）は、声優・歌手・太田貴子のライブアルバムである。レコード、カセットは1985年11月25日発売。レコードは28JAL-3026。カセットは28J-2026。CDは1989年2月25日発売。28JC-392。

## 収録曲
1. 美衝撃(3:42)
  - 作詞：亜蘭知子 / 作曲：織田哲郎 / 編曲：西村昌敏
2. あなたに一番効く薬(3:28)
  - 作詞：友井久美子 / 作曲：松田良 / 編曲：難波正司
3. Dancin Walkin(3:03)
  - 作詞：亜蘭知子 / 作曲:：山川恵津子 / 編曲：小島良喜
4. Long Good-bye
  - 作詞：山根栄子 / 作曲：佐橋佳幸 / 編曲：村松邦男
5. ONE MORE TIME(3:58)
  - 作詞：亜蘭知子 / 作曲：和泉常寛
6. For You -愛あなたに-
  - 作詞：亜蘭知子 / 作曲：和泉常寛 / 編曲：芳野藤丸
7. LOVEさりげなく(3:15)
  - 作詞：三浦徳子 / 作曲：小田裕一郎 / 編曲：西村昌敏
8. 不思議の国へ連れてって
  - 作詞：亜蘭知子 / 作曲：村松邦男 / 編曲：難波正司
9. ヒーローは泣かない
  - 作詞・作曲：恩田久義 / 編曲：難波正司
10. ハートブレイク・ミステイク(3:46)
  - 作詞：亜蘭知子 / 作曲：亀井登志夫 / 編曲：鷺巣詩郎
11. ハートのSEASON(3:34)
  - 作詞：恩田久義 / 作曲：尾関裕司 / 編曲：難波正司
12. BIN・KANルージュ(3:44)
  - 作詞：岩里祐穂 / 作曲：亀井登志夫 / 編曲：岩本正樹
13. 恋したらデリカシー(3:17)
  - 作詞：竹花いち子 / 作曲・編曲：若子内悦郎